# 小野友道
小野 友道（おの ともみち、1940年8月 - ）は日本の皮膚科医。熊本大学皮膚科教授。熊本大学副学長。熊本保健科学大学学長。文筆家。

## 経歴
1940年、山口県徳山市出身（現在：周南市）、徳山高校卒業。1966年熊本大学医学部卒業。インターン無給をなくそうという全国的な闘争があり、1年半後に国家試験を同期と一緒に合格。熊本大学皮膚科入局（教授：中村家政、次期教授:　荒尾龍喜）。国内留学（和歌山大学三島豊教授に電子顕微鏡学を習得）1975年講師、1979年助教授。1982年米国オレゴン州オレゴン州立霊長類研究所に留学。（指導者Dr.Hunan Hu）　1984年以降13年間にわたり、JICAによるタイ国における皮膚科専門医養成コースに協力。1991年6月、熊本大学教授。2002年　第101回日本皮膚科学会総会を会頭として熊本で開く。2004年4月、熊本大学理事・副学長。平成19年4月熊本保健科学大学学長。

## 著書
- 『人の魂は皮膚にあるのか』（主婦の友社、2002年）
- 『木下杢太郎と熊本「五足の靴」天草を訪ねる』（熊日出版、2003年）
- 『五足の靴の旅ものがたり』（熊日出版、2007年）
- 『いれずみの文化誌』（河出書房新社、2010年）
- 『検証：新型インフルエンザ2009』（成文堂、2012）（編著者）
- 『ハンセン病アトラス CD-ROM付』

## 論文
- 学位論文　熊本大学 医学博士　1979年2月「基底細胞上皮腫の臨床病理学ならびに電顕的研究」[1]
  - この論文で皆見省吾の寄付による皆見賞を授与さる。
- Striae distensae after tension-requiring skin sutures. Ono T, Matsunaga W, Yoshimura K. J Dermatol. 1991 Jan;18(1):47-51.
- Late onset dermal melanocytosis: an upper back variant. Ono T, Egawa K, Kayashima K, Kitoh M. J Dermatol. 1991 Feb;18(2):97-103.
- Coexistence of spherulocytic disease (myospherulosis) and membranocystic degeneration. Ono T, Kageshita T, Hirai S, Kayashima K, Ishimaru Y. Arch Dermatol. 1991 Jan;127(1):88-90.
- Anticonvulsant syndrome with multiple symptoms, including porphyria, IgA deficiency, and liver dysfunction. Ono T, Johno M, Kayashima K, Omori A. J Dermatol. 1990 Nov;17(11):684-9.
- Senile hypertrophy of Tyson's glands. Ono T, Matsuno M, Ishihara T, Saita B. J Dermatol. 1990 Jul;17(7):452-4.
- Traumatic neuroma: multiple lesions in the fingers occurring after deep burns. Ono T, Matsunaga W. J Dermatol. 1990 Dec;17(12):760-3.
- Pigmented basal cell carcinoma developing on the lower extremities--three cases masquerading as malignant melanoma. Ono T, Egawa K, Yamamoto S, Arao T. J Dermatol. 1989 Aug;16(4):325-9.
- Basal cell epithelioma with dermal melanocytes: a case report. Ono T, Fallas VH, Higo J. J Dermatol. 1986 Feb;13(1):63-6.
- Basal cell epithelioma with giant tumor cells. Ono T, Egawa K, Higo J, Fallas VH. J Dermatol. 1985 Aug;12(4):344-8.
- The meshwork structure of the dermoepidermal junction as revealed by tangentially cut sections in a case of pilar tumor of the scalp--has the junction many pores? Ono T, Sakazaki Y, Mutoh K, Mera S. J Dermatol. 1983 Dec;10(6):561-70.
- Characterization of basal cell epithelioma in the Japanese. Ono T, Kitoh M, Kuriya N. J Dermatol. 1982 Aug;9(4):291-300.
- Tinea versicolor and earwax. Ono T, Jono M, Kuriya N. J Dermatol. 1981 Feb;8(1):75-8.
- Evaluation of tonsillectomy as a treatment for pustulosis palmaris et plantaris. Ono T. J Dermatol. 1977 Oct;4(5):163-72.

## 主たる役職
- 九州地域バイオクラスター推進協議会会長
- （財）熊本芸術文化学術振興市民財団理事長
- 熊本県医療対策協議会会長
- 熊本私立大学協議会会長
- 高等教育コンソーシアム熊本副会長
- NPO法人くまもと漱石文化振興会理事長

## 参考
- 研修医:無給の研修医制度を改善しようとした、いわゆるインターン闘争はここを読んでください。
- JICAによる国際協力事業として、「皮膚病・性病の専門医育成コース」に参加した。小川秀興がオルガナイザーで、教授陣は、日本の皮膚科医である。アジアを中心とする各国留学生（医師）をバンコクに集めて約1年間技術指導するもので、36年間継続されているこのコースの卒業生は30カ国、854人に達し、各々の母国で教授・国立研究所長クラスに就任した者約70人で「学術立国」日本の名を高らかしめている。小野は主に皮膚組織学を教授した。

## 参考書
- 「わたしを語る」小野友道　熊本日日新聞連続エッセイ　2010-4-21~2010-5-31
- 「私の歩んだ道　ひたすら大学勤務のみの狭い道」小野友道　皮膚病診療　29：1234-1237、2007
- ムラージュ